# Cascata da Pontinha
A cascata da Pontinha é uma  queda de água, localizada na freguesias de Santo Espírito, concelho de Vila do Porto e localizado na costa leste da ilha de Santa Maria, nos Açores.
Esta cascata com cerca de 40 metros de altura, integrada no Complexo Vulcânico do Pico Alto (Pliocénico), é das mais inacessíveis da Ilha de Santa Maria, resultante de um modesto curso de água na ribeira da Pontinha, alimenta o seu caudal das pequenas nascentes que confluem e se precepitam na rocha cortada a pique e cimeira à orla marítima, onde desagua em cascata.

## Galeria

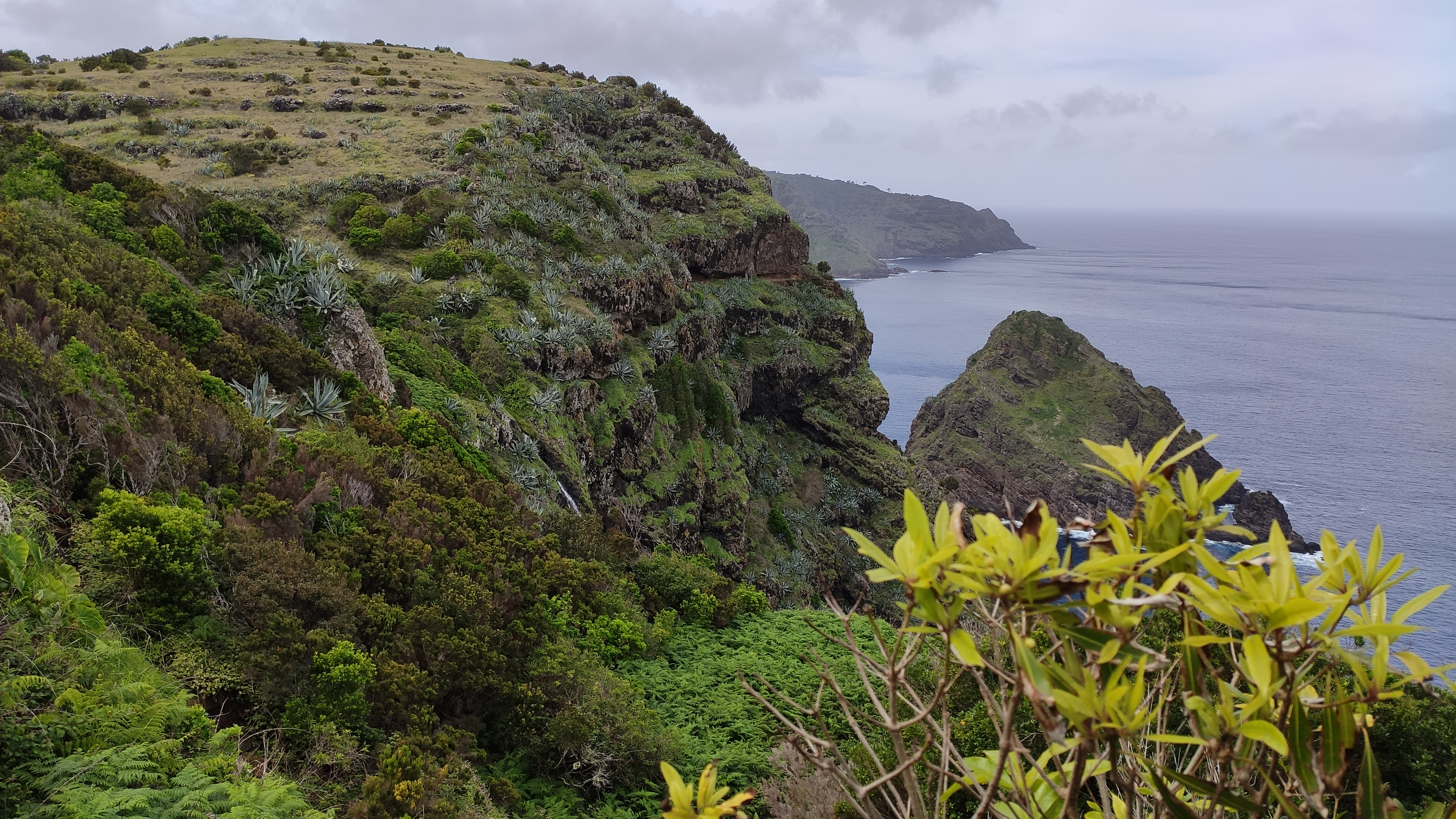
Vista por terra